# Катар-Джангак
Катар-Джангак (кирг. Катар-Жаңгак) — село в Базар-Коргонском районе Джалал-Абадской области Кыргызстана. Входит в состав Кызыл-Ункюрского айылного аймака.

## География
Село расположено в юго-восточной части области, на правом берегу реки Кара-Ункюр, на расстоянии приблизительно 42 километров (по прямой) к северо-востоку от города Базар-Коргон, административного центра района. Абсолютная высота — 1296 метров над уровнем моря.

## Население
Согласно оценочным данным Национального статистического комитета Кыргызской Республики, численность населения села на начало 2023 года составляла 1328 человек.
| год     | 2009 | 2014 | 2015 | 2020 | 2021 | 2023 |
| ------- | ---- | ---- | ---- | ---- | ---- | ---- |
| человек | 986  | 1135 | 1144 | 1298 | 1354 | 1328 |